# Ministero dell'agricoltura (Russia)
Il Ministero dell'agricoltura della Federazione russa  (in russo Министерство сельского хозяйства Российской Федерации?, in breve Минсельхоз России, Minsel'choz Rossii) è un dicastero del governo russo responsabile del sostegno alla produzione agricola, alla conservazione del suolo, allo sviluppo rurale, alla regolamentazione del mercato agricolo e alla stabilizzazione finanziaria del settore agricolo.
Oltre ad essere suddiviso in dipartimenti funzionali, il ministero supervisiona il Servizio federale per la sorveglianza veterinaria e fitosanitaria.
L'attuale ministro è Dmitrij Nikolaevič Patrušev.

## Storia
Il primo ministero della Russia imperiale incaricato di occuparsi di questioni agricole e rurali fu il Ministero della proprietà statale dell'Impero russo, formato nel 1837. I ministeri successivi furono:
| Ministero della coltivazione e della proprietà statale dell'Impero russo (1894-1905)             |
| Direzione principale per l'uso della terra e la coltivazione dell'Impero russo (1905–1915)       |
| Ministero della coltivazione dell'Impero russo (1915–1917)                                       |
| Ministero della coltivazione del governo provvisorio della Russia (1917)                         |
| Commissariato popolare per la coltivazione della RSFSR (1917–1931)                               |
| Commissariato popolare per la coltivazione dell'URSS (1929–1946)                                 |
| Commissariato popolare dei cereali, del bestiame e delle fattorie statali dell'URSS (1932–1946)  |
| Commissariato popolare dell'approvvigionamento dell'URSS(1938–1946)                              |
| Commissariato popolare delle colture industriali dell'URSS (1945–1946)                           |
| Ministero della coltivazione dell'URSS (1946–1947)                                               |
| Ministero degli acquisti dell'URSS (1946–1953, 1953–1956, 1969–1985)                             |
| Ministero delle colture industriali dell'URSS (1946–1947)                                        |
| Miinistero del bestiame dell'URSS (1946–1947)                                                    |
| Ministero dell'agricoltura dell'URSS (1947–1953)                                                 |
| Ministero dello fattorie statali dell'URSS (1947–1953, 1953–1957)                                |
| Ministero del cotone dell'URSS (1950–1953)                                                       |
| Ministero dell'agricoltura e dell'approvvigionamento dell'URSS (1953)                            |
| Ministero dell'agricoltura dell'URSS (1953–1985)                                                 |
| Ministero dei prodotti a base di grano dell'URSS (1956–1958, 1985–1989)                          |
| Comitato statale del Consiglio dei ministri dell'URSS per i prodotti a base di grano (1958–1961) |
| Comitato statale del Consiglio dei ministri dell'URSS per l'approvvigionamento (1961–1969)       |
| Ministero della frutta e verdura dell'URSS (1980–1985)                                           |
| Comitato statale agroindustriale (Gosagroprom) (1985–1989)                                       |
| Ministero dell'agricoltura e dell'alimentazione dell'URSS (1991)                                 |
| Ministero dell'agricoltura e dell'alimentazione della RSFSR (1990–1991)                          |
| Ministero dell'agricoltura della RSFSR (1991)                                                    |
| Ministero dell'agricoltura della Federazione russa (1991–1992, 1994)                             |
| Ministero dell'agricoltura e dell'alimentazione della Federazione russa (1992–1993, 1994–2000)   |

## Ministri (1990–)
| N°  | Ministro             | Mandato                        | Partito           |
| --- | -------------------- | ------------------------------ | ----------------- |
| 1°  | Gennadij Kulik       | 1990 – 1991                    | Partito Comunista |
| 2°  | Viktor Chlystun      | 1991 – 1994                    | Ind.              |
| 3°  | Aleksandr Nazarčuk   | 1994 – 23 marzo 1998           | Partito Agrario   |
| 4°  | Aleksandr Zaverjucha | 30 marzo 1996 – 12 maggio 1996 | Partito Agrario   |
| 8°  | Viktor Chlystun      | 1996 – 1998                    | Ind.              |
| 9°  | Viktor Semënov       | 1998 – 1999                    | Partito Agrario   |
| 10° | Vladimir Ščerbak     | 1999 – 1999                    | Partito Comunista |
| 11° | Aleksej Gordeev      | 1999 – 2009                    | Russia Unita      |
| 12° | Elena Skrynnik       | 2009 – 21 maggio 2012          | Russia Unita      |
| 13° | Nikolaj Fëdorov      | 2012 – 2015                    | Russia Unita      |
| 14° | Aleksandr Tkačëv     | 2015 – 2018                    | Russia Unita      |
| 15° | Dmitrij Patrušev     | 2018 – 2024                    | Ind.              |
| 16° | Oksana Lut           | 2024 – in carica               | Ind.              |